# Galvão Bueno
Carlos Eduardo dos Santos Galvão Bueno, meglio noto semplicemente come Galvão Bueno (Rio de Janeiro, 21 luglio 1950), è un giornalista e conduttore radiofonico brasiliano, famoso per essere il commentatore di Rede Globo in occasione di gare di Formula 1, partite della Nazionale di calcio brasiliana e di vari Giochi Olimpici; ha legato particolarmente il suo nome ad Ayrton Senna, in quanto ne era appassionato tifoso ed amico.
(Galvão Bueno ad ogni vittoria di Ayrton Senna.)

## Carriera
Iniziò nella radio paulista nel 1974, dopo aver lavorato in una fabbrica di materiali plastici. Lavorò per TV Gazeta, Rede Record e Rede Bandeirantes. Il suo primo incarico come commentatore per Rede Globo fu la cronaca della partita tra Flamengo e Jorge Wilstermann in occasione della Coppa Libertadores 1981. L'anno seguente fu incaricato di seguire il campionato mondiale di calcio di Spagna 1982. Nel 1983 ha coperto per Globo Esporte la morte dell'ex giocatore brasiliano Mané Garrincha al Maracanà.
Nel 1992 Galvão lasciò Rede Globo per lavorare per Rede OM (l'attuale CNT), che aveva sede nello stato di Paraná, sempre in ambito del commento di eventi sportivi, ma a causa di un successo non paragonabile agli anni precedenti, già nel 1993 tornò a Rede Globo. A partire da quell'anno, fu il commentatore principale dell'emittente brasiliana, arrivando a commentare grandi eventi come le vittorie del Brasile a Stati Uniti 1994 e Corea del Sud-Giappone 2002 e l'incidente fatale accorso ad Ayrton Senna, oltre alle Olimpiadi.
Negli ultimi anni gli è stato affidato il programma Bem, Amigos per SporTV. Tra le sue passioni sportive si segnalano anche il basket e l'automobilismo, disciplina in cui gareggiano i figli Carlos Eduardo e Paulo Eduardo (soprannominati rispettivamente Cacá e Popó). Nel 2010 compare in immagini d'archivio nel documentario Senna.

## Doppiatori italiani
- Guido Sagliocca in Senna